# Burg Wachbach
Die Burg Wachbach, ist eine abgegangene Wasserburg aus dem 12./13. Jahrhundert in Wachbach, einem Stadtteil von Bad Mergentheim im Main-Tauber-Kreis in Baden-Württemberg. An deren ehemaliger Stelle wurde im 16. Jahrhundert das Schloss Wachbach errichtet.

## Geschichte

### Anfänge
Zwischen 1150 und 1250 errichteten die Herren von Hohenlohe in Wachbach eine Burg, die 1325 erstmals urkundlich Erwähnung fand. Auch 1471 und 1523 – im Jahr der Zerstörung durch die Truppen des Schwäbischen Bundes – wurde die Burg in Urkunden erwähnt. Nach der Zerstörung wurde sie, wie viele andere Anlagen, als Steinbruch genutzt und fast vollständig abgebrochen. Heute sind nur noch Teile des Grabens und einige Steinreste von der Anlage übrig.

### Zerstörung im Jahr 1523
In der Mitte des 16. Jahrhunderts entführte der Raubritter Thomas von Absberg Kaufleute aus Reichsstädten in Franken und Schwaben auf ihren Handelsreisen und verlangte ein hohes Lösegeld für ihre Freilassung. Er hatte dabei Verbündete, die ihn bei seinen Raubzügen unterstützten und ihn bei Gefahr der Gefangennahme auf ihren Burgen versteckten. Auch die Rüdt von Collenberg, seinerzeit Besitzer der Wachbacher Burganlage, unterstützten ihn, da sie sich dadurch erhofften, ihre schwindenden Reichtümer wieder ein wenig aufstocken zu können. 1523 sandte der Schwäbische Bund schließlich seine Truppen aus, um 23 „Raubnestern“ dem Erdboden gleichzumachen, darunter auch die Burg Wachbach. Am 14. Juni erreichten sie die Anlage und sprengten sie, um so die Rückkehr derer von Collenberg zu verhindern.

### Holzschnitt von Hans Wandereisen

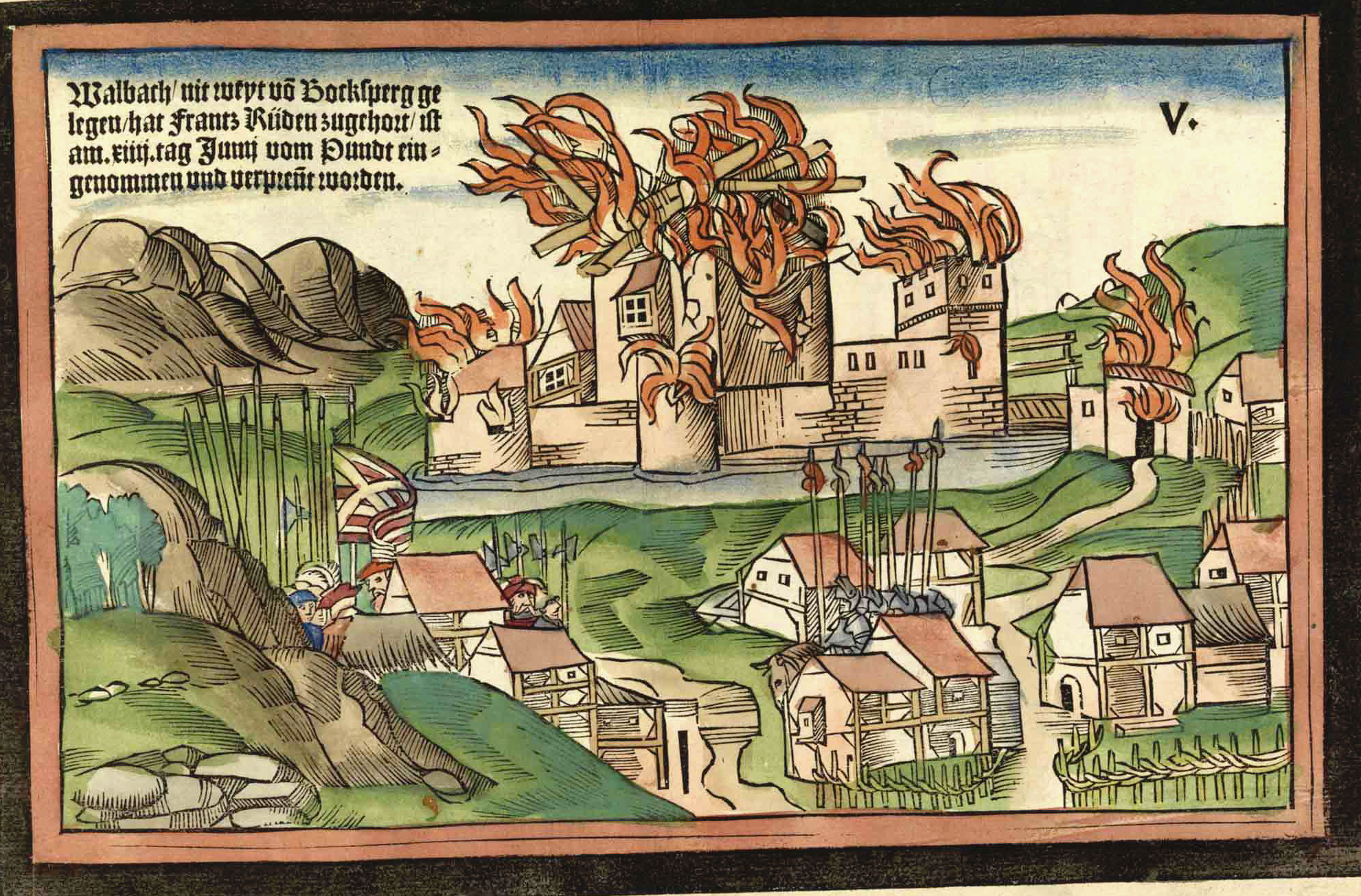
Die Zerstörung der Burg 1523

Die brennende Burg Wachbach, umgeben von einem Wassergraben, ist zentrales Bildmotiv des Holzschnittes von Hans Wandereisen. Der Brand wird soweit fortgeschritten gezeichnet, dass im Hauptgebäude schwere Dachbalken zusammenbrechen. Neben dem Hauptgebäude ist noch ein Nebengebäude erkennbar. Die Burgmauer ist mit turmähnlichen Bauten durchsetzt. Ein zinnenbewehrter Turm steht an der Brücke, die den Eingang in die Burg bildet. Am gegenüberliegenden Ufer befindet sich ein weiteres Gebäude, das den Eingang schützt. Im Vordergrund des Bildes sind mehrere Gebäude des Dorfes zu sehen, es sind Fachwerkbauten, auffallend sind auch die detailliert dargestellten Zaunkonstruktionen. Teile des Heeres des Schwäbischen Bundes, die nur durch ihre langstieligen Waffen auffallen, werden versteckt hinter einem Gebäude und hinter einem Hügel gezeigt. Abgebildet ist auch die bündische Fahne.
Der beigefügte Text lautet: „V. Wachbach/nit weyt vo(n) Bocksberg gelegen/hat Franz Rüden zugehort/ist am .XIIII. tag Junij vom Pundt eingenommen und verpren(n)t worden.“